# 登山条例
登山条例（とざんじょうれい）とは日本の地方自治体による登山に関する条例。「登山届提出条例」などとも称される。

## 概要
山岳遭難の防止を目的として、山岳地域および山頂に入る登山者を対象に、登山届の提出を義務化することを柱とする条例である。
日本国内では第二次世界大戦以降山岳の観光地化が進み登山者が増加したが、弊害として踏破困難な登山ルートに経験実力のない登山者が安易に挑戦することが増え、このような登山者の遭難事故が続発し社会問題となったことから富山県、群馬県などでは登山条例を設け、登山の安全に関わる季節やルートに対して規制を行うようになった。
1963年、富山県が初めて登山条例を検討した際には、先鋭的な登山者から「スポーツである登山を条例で制限できるのか」等の批判が起こった。このため県は、登山関係者や有識者から意見聴取や検討会を重ねた上で、ようやく1966年3月26日に富山県登山届出条例を施行させるに至った。条例施行後も批判は止まなかったが、施行当年度に県の条例に基づく勧告を無視して冬山登山を強行、遭難死するパーティが出た（厳冬期の剱尾根登攀で3人が死亡）等の事故もあり、徐々に認知される存在となっていった。
2015年には前年9月の御嶽山噴火の発生時に行方不明者の把握難航が発生した過去事例を教訓に、長野県が全国初の登山届提出義務化の条例が可決された。また長野県に続き、遭難に備えた迅速な救助活動を行うことを目的として全国的に登山届の義務化を進める動きが広がっている。
山梨県、静岡県にまたがる富士山については環境省により夏季以外について多発する遭難事故および関係市町による登山届提出義務化要望を受けて2013年（平成25年）7月付で「富士登山における安全確保のためのガイドライン」の改訂が行われた。
なお、2015年12月20日現在、富山県、群馬県、新潟県などの長野県以外の県制定登山条例の違反者に対しては罰則規定があり、2013年3月には登山計画書未提出で谷川岳に登山した3人の男性のうち1人が雪崩により負傷、救助された際に登山届の無届が発覚し、谷川岳の遭難防止条例違反で同年7月23日に書類送検される事件が起きた。
警察庁2015年6月18日発表の遭難事故全国統計によれば、遭難発生件数は2,508件、遭難者総数3,043人となっている。

## 各県の登山に関する条例

### 岩手県
岩手山
条例ではないが、滝沢市では2015年（平成27年）7月1日の岩手山山開きにおいてスマートフォンによる登山届への活用に向けた実証実験を開始した。

### 群馬県
谷川岳周辺
群馬県谷川岳遭難防止条例 - 1967年（昭和42年）施行

### 新潟県
焼山（糸魚川市および妙高市）
新潟焼山における火山災害による遭難の防止に関する条例 - 2015年（平成27年）6月1日施行。
南魚沼市山岳救助隊
南魚沼市山岳登山の安全保持に関する条例 - 2005年（平成17年）10月1日施行。

### 富山県
富山県では1963年（昭和38年）1月、北アルプスの薬師岳で愛知大学山岳部員13名が全員遭難死亡したこと（愛知大学山岳部薬師岳遭難事故）を契機として1966年（昭和41年）3月26日に条例制定された。
剱岳周辺
富山県登山届出条例 - 1966年（昭和41年）3月26日施行

### 福井県
白山
福井県では岐阜県の「岐阜県北アルプス地区及び活火山地区における山岳遭難の防止に関する条例」を受け、白山登山の際に岐阜県側からのみでなく福井県側からの登山者も登山届提出義務化の対象となることを県ホームページ上で注意喚起している。

### 山梨県
富士山
富士山登山条例 - 2014年10月24日時点では富士山登山者のマナー向上のため登山規制も含めて静岡県と協議中。
2014年（平成25年）7月10日の山梨県知事記者会見において、富士山の弾丸登山禁止を目的として入山規制、条例制定などを検討中であることが発表された。またこれは2016年6月23日付で山梨県、静岡県両県担当者が観光庁宛で関係機関、団体による弾丸登山自粛周知を求め要望書を提出した。

### 長野県
県下山岳全般
長野県登山安全条例 - 2016年（平成28年）7月1日施行

### 岐阜県
北アルプス地区
山岳遭難防止条例 - 2014年（平成26年）12月1日施行
岐阜県北アルプス地区及び活火山地区における山岳遭難の防止に関する条例 - 2016年（平成28年）12月1日施行

### 静岡県
富士山
静岡県世界遺産富士山基本条例 - 2015年（平成27年）3月20日施行